# Kraftwerk Fortuna (Panama)
Das Kraftwerk Fortuna (spanisch planta hidroeléctrica Fortuna), auch Kraftwerk Edwin Fabrega genannt, liegt im Westen Panamas in der Provinz Chiriquí. Die Talsperre des Kraftwerks staut den Fluss Chiriquí. Der von ihr gebildete Stausee befindet sich in dem Schutzgebiet Reserva Forestal (De) Fortuna.

## Absperrbauwerk
Das Absperrbauwerk besteht aus einem CFR-Damm mit einer Höhe von ursprünglich 60 m, die von 1992 bis 1994 auf 98 m erhöht wurde. Als maximale Höhe des Staudamms werden aber auch 100 bzw. 105 m genannt. Die Länge der Krone beträgt 600 m.

## Stausee
Bei Vollstau fasst der Stausee 172,3 Mio. m³ Wasser.

## Kraftwerk
Das Kraftwerk ist mit einer installierten Leistung von 300 MW – das entspricht 23 % der Erzeugungskapazität in Panama – das größte Wasserkraftwerk Panamas. Als durchschnittliche Jahreserzeugung werden 1,661 Mrd. kWh angegeben. Die Erzeugung des Kraftwerks Fortuna schwankt aber: sie lag z. B. im Jahre 2002 bei 1,9433 Mrd. kWh und im Jahre 2003 bei 1,4037 Mrd. kWh.
Bei der Inbetriebnahme des Kraftwerks im Jahre 1984 wurden zunächst zwei Maschinen mit jeweils maximal 100 MW Leistung installiert, im Jahr darauf folgte die dritte Maschine. Die Pelton-Turbinen der Maschinen wurden von Kvaerner und die zugehörigen Generatoren von BBC geliefert.
Die Maschinen befinden sich in einem unterirdischen Maschinenhaus 430 m unter der Erde, das ca. 8 km vom Staudamm entfernt liegt. Das Wasser wird zunächst über einen 6 km langen Tunnel mit einem Durchmesser von 5 m geleitet und fließt danach durch eine 1,4 km lange und 3,6 m weite Druckrohrleitung zum Maschinenhaus. Die Fallhöhe beträgt dabei 765 m. Von dort wird es über einen 8 km langen Tunnel wieder zum Fluss geleitet.
Die Pelton-Turbinen mit vertikaler Welle und jeweils fünf Düsen haben eine Nenndrehzahl von 514/min. Die zugehörigen Generatoren haben eine Generatornennspannung von 13,8 kV. Das Umspannwerk befindet sich über dem Maschinenhaus an der Oberfläche. Von ihm führen zwei 230-kV-Leitungen nach Panama-Stadt.

## Eigentümer
Als Eigentümer und Betreiber des Kraftwerks werden folgende Firmen genannt: Instituto de Recursos Hidráulico y Electrificación (IRHE) bzw. Enel Fortuna S.A. Laut dieser Quelle wurde das Kraftwerk Fortuna zwar von IRHE errichtet, aber 1998 wurden 49 % der Anteile am Kraftwerk verkauft. Diese 49 % wurden dann im Jahre 2006 von Enel erworben.
Enel Fortuna hat laut BNamericas die folgenden Eigentümer: die Firma Enel (Anteil über Enel Investment Holding 50,06 %), den Staat Panama (49,9 %) sowie die Beschäftigten von IRHE (0,04 %). 
Die Errichtungskosten für das Kraftwerk Fortuna lagen bei 532 Mio. Dollar. Die Einnahmen von Enel Fortuna für das Jahr 2011 betrugen 185 Mio. Dollar und der Gewinn nach Steuern 45 Mio. Dollar, was 0,45 Dollar je Aktie entspricht. In den Jahren 2007 und 2008 waren es 0,37 bzw. 0,70 Dollar je Aktie.

## Sonstiges
Die Firma Enel Fortuna ist mit 300 MW installierter Leistung der zweitgrößte Stromproduzent in Panama nach AES Panama.
2013 hat der Netzbetreiber Empresa de Transmisión Eléctrica S.A. (Etesa) der brasilianischen Baufirma Odebrecht den Auftrag zum Bau einer dritten Übertragungsleitung von den Wasserkraftwerken am Fluss Chiriquí nach Panama-Stadt erteilt. Die Leitung wird eine Länge von 320 km und eine Übertragungsleistung von 800 MW haben. Sie soll 234 Mio. Dollar kosten.
In dem Schutzgebiet Reserva Forestal (De) Fortuna soll ein Windpark errichtet werden, der 75 Windkraftanlagen mit jeweils 2 MW Leistung umfassen soll. Die Kosten betragen voraussichtlich 253 Mio. Dollar.